# The Racket (1928)
The Racket (bra A Lei dos Fortes) é um filme norte-americano de 1928, do gênero policial, dirigido por Lewis Milestone com roteiro baseado na peça homônima de Bartlett Cormack.
The Racket é o terceiro filme produzido por Howard Hughes, então com 23 anos de idade, e o segundo em que empregou o diretor Lewis Milestone.